# Heteronotia planiceps
Espèce
Heteronotia planiceps est une espèce de geckos de la famille des Gekkonidae.

## Répartition
Cette espèce est endémique d'Australie. Elle se rencontre dans le nord de l'Australie-Occidentale et dans le Territoire du Nord.

## Publication originale
- Storr, 1989 : A new Heteronotia (Lacertilia: Gekkonidae) from Western Australia. Records of the Western Australian Museum, vol. 14, p. 269-273 (texte intégral).